# Détecteur-avertisseur autonome de monoxyde de carbone
Un détecteur-avertisseur autonome de monoxyde de carbone, ou détecteur autonome avertisseur de monoxyde de carbone (DAACO), est un appareil qui analyse l'air afin de détecter si un taux anormal de monoxyde de carbone y est présent, et ainsi prévenir une intoxication au monoxyde de carbone. Contrairement au détecteur de fumée, il n'a pas besoin de la présence de particules typiques de fumées dans l'air pour se déclencher mais seulement de la présence du monoxyde de carbone, gaz inodore et incolore résultant d'une combustion incomplète d'un combustible carboné. La norme européenne EN50291 spécifie les prescriptions concernant les détecteurs de monoxyde de carbone à usage domestique. Les détecteurs de monoxyde de carbone peuvent être installés de manière fixe, ou pour les travailleurs de certaines industries, être portatifs et servir d'équipement de protection individuelle.

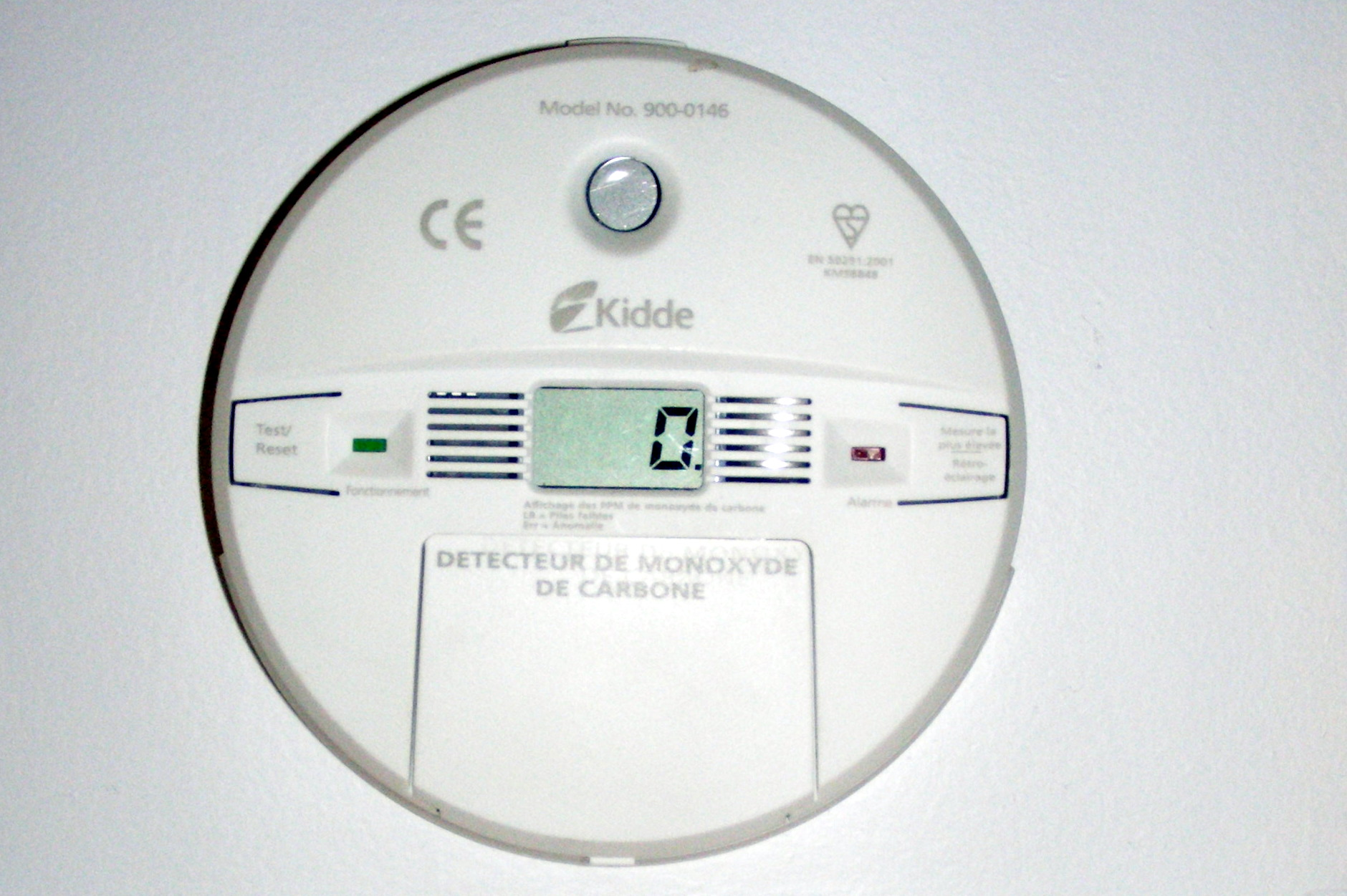
Détecteur de monoxyde de carbone domestique.

## Danger du monoxyde de carbone
Le monoxyde de carbone (CO) est formé lorsque la combustion incomplète de matériaux carbonés a lieu. Lorsque le dioxygène O2 (comburant) n'est pas assez présent dans la pièce pour alimenter convenablement le foyer, la production de monoxyde de carbone (CO) est favorisée face à celle de dioxyde de carbone (CO2) moins néfaste. Ce gaz est particulièrement dangereux car, insipide, incolore, inodore et non irritant, il n'est pas détectable par l'être humain. De plus, ses effets toxiques apparaissent à des concentrations très basses (quelques dizaines de ppm).
Les symptômes de l'intoxication légère associent des maux de tête, des vertiges, et des manifestations pseudo-grippales ; une exposition plus forte peut entraîner des effets toxiques sur le système nerveux central, le cœur et même provoquer la mort.
Le mécanisme de l'intoxication n'est pas parfaitement connu, mais il est principalement lié à la très forte affinité du CO avec l'hémoglobine. En effet, contrairement à la molécule de dioxygène qui se détache facilement des globules rouges pour alimenter les cellules, le monoxyde de carbone est une molécule incomplète qui s'associe à l'hémoglobine avec 200 fois plus d'affinité que le dioxygène, empêchant ainsi le transport et l'utilisation de celui-ci par les tissus.

## Installation du détecteur
Alors que le dioxyde de carbone (CO2), de masse molaire 44 g/mol, est plus lourd que l'air (29 g/mol) et a tendance à s'accumuler à proximité du sol en atmosphère calme, le monoxyde de carbone a une masse molaire proche de celle de l'air (28 g/mol) et aura tendance à se mélanger avec lui. Ainsi, contrairement au détecteur de fumée, il n'est pas nécessaire d'installer le détecteur de monoxyde de carbone au plafond.
En France, les « appareils électriques pour la détection de monoxyde de carbone dans les locaux à usage domestique » sont soumis à trois normes européennes :
- NF EN 50291-1 : « Méthodes d'essai et exigences de performances », version actuelle d'avril 2018[5] ;
- NF EN 50291-2 : « Appareils électriques en fonctionnement continu et en installation fixe dans les véhicules de loisir et locaux similaires incluant les embarcations de loisir - Méthodes d'essai supplémentaires et exigences d'aptitude à la fonction », version actuelle d'août 2019[6] ;
- NF EN 50292 : « Guide de sélection, d'installation, d'utilisation et de maintenance », version actuelle de novembre 2013[7].

L'homologation par l'AFNOR des normes NF EN 50291 et NF EN 50292 dans leur version initiale a pris effet respectivement en janvier 2002 et juin 2004.

## Technologies de détection
Les trois technologies de détecteurs de monoxyde de carbone disponibles sur le marché sont :
- les détecteurs électrochimiques[11] ;
- les détecteurs à semi-conducteur en oxyde métallique[11] ;
- les détecteurs à disque enduit de gel (détection optique).

### Détecteurs électrochimiques
Les détecteurs électrochimiques se basent sur une pile à combustible monoxyde de carbone - dioxygène . La pile est constituée d'un conteneur avec deux électrodes séparées par un électrolyte acide (par exemple de l'acide sulfurique). Le courant fourni par cette pile est reliée de manière précise à la quantité de monoxyde de carbone dans l'air à proximité du détecteur.
Le monoxyde de carbone est oxydé au niveau de l'anode et forme du dioxyde de carbone, d'après la demi-équation d'oxydo-réduction suivante (potentiel standard E° = −0,11 V / ESH) :
CO + H2O → CO2 + 2 H+ + 2 e−.
À la cathode, c'est l'oxygène qui est réduit en eau (potentiel standard E° = 1,23 V / ESH) :
O2 + 4 H+ + 4 e− → 2 H2O.
La réaction globale 2 CO + O2 → 2 CO2 est très favorisée, elle se produit donc spontanément. Le courant électrique produit par cette pile est proportionnel à la concentration en monoxyde de carbone dans l'air au niveau du détecteur, ce qui permet de déclencher une alarme sonore lorsque ce taux atteint une valeur critique.
Cette méthode de détection présente l'avantage de mesurer avec une haute précision le taux de monoxyde de carbone, de fonctionner à température ambiante et de ne nécessiter qu'une faible source d'énergie, lui assurant une autonomie de 5 à 10 ans.

### Détection optique
Les méthodes de détection optique s'appuient sur le changement de couleur d'un gel ou d'une solution en fonction de la présence ou l'absence du monoxyde de carbone. La couleur est suivie à l'aide d'une photodiode. Les piles alcalines permettent d'alimenter ce type d'appareil environ 2 à 3 ans, elles doivent donc être changées au cours de la vie de l'appareil. Ces détecteurs disposent donc d'un système de mesure et d'alerte en cas de baisse de charge de la batterie.
Le changement de couleur peut être dû à la complexation du monoxyde de carbone par un ligand (en général un chromatophore comme une cyclodextrine) dont la couleur change selon son état lié ou non. Cette technique imite le changement de couleur de l'hémoglobine entre ses états libres et liés. Elle présente l'avantage d'être extrêmement spécifique et est donc plébiscité dans les lieux publics où une fausse alerte est dommageable.
Le changement de couleur peut également être obtenu grâce aux propriétés réductives du monoxyde de carbone. Celui-ci peut par exemple réduire le disulfitopalladate (II) de potassium (jaune), ce qui s'accompagne de la formation de palladium solide donc de l'obscurcissement du substrat.
{\displaystyle {\ce {K2Pd(SO3)2 + CO = K2SO3 + SO2 + Pd + CO2}}}
Cette méthode présente l'avantage d'être peu onéreuse, mais elle est moins précise que la méthode électrochimique.

## Entretien
Le détecteur autonome est équipé de piles et doit être vérifié régulièrement (au moins une fois par an). Généralement, il est équipé d'un bouton de test qui permet de s’assurer de son bon fonctionnement. Certains modèles (cf. photo en haut de page) sont aussi équipés d'un afficheur permettant de connaître la valeur maximale de CO mesurée.